# نيستا كوبر
نيستا كوبر هي ممثلة كندية، ولدت في 11 ديسمبر 1993 في ميسيساغا في كندا.

## أعمال

### مسلسلات
- المسافرون

## وصلات خارجية
- نيستا كوبر على موقع IMDb (الإنجليزية)
- نيستا كوبر على موقع قاعدة بيانات الفيلم (الإنجليزية)